# Big Kalzas Lake
Der Big Kalzas Lake ist ein See im kanadischen Yukon-Territorium.

## Lage
Der 40,73 km² große See liegt 110 km ostnordöstlich von Pelly Crossing und 75 km südöstlich von Mayo. Er liegt auf einer Höhe von 774 m und besitzt eine Länge von 24 km in ONO–WSW-Richtung sowie eine maximale Breite von 2,2 km. Der Big Kalzas Lake wird vom Kalzas River, einem rechten Nebenfluss des Pelly River, nahe dem westlichen Seeende entwässert. Am Nordufer erheben sich die Kalzas Twins, am Südufer die Clarke Hills.
Im See kommt der Amerikanische Seesaibling (Salvelinus namaycush), der Hecht und die Heringsmaräne vor.